# Migracions humanes prehistòriques
Les migracions humanes prehistòriques fan referència a un conjunt de migracions que van portar l'ésser humà a poblar els diferents continents de la Terra. Des de l'origen d'Homo sapiens a Àfrica, grups d'individus van expandir-se pel planeta en diverses onades des de fa 160000 anys fins a assentar-se a les illes polinèsies fa 2000 anys. Prèviament havien tingut lloc migracions d'altres homínids.

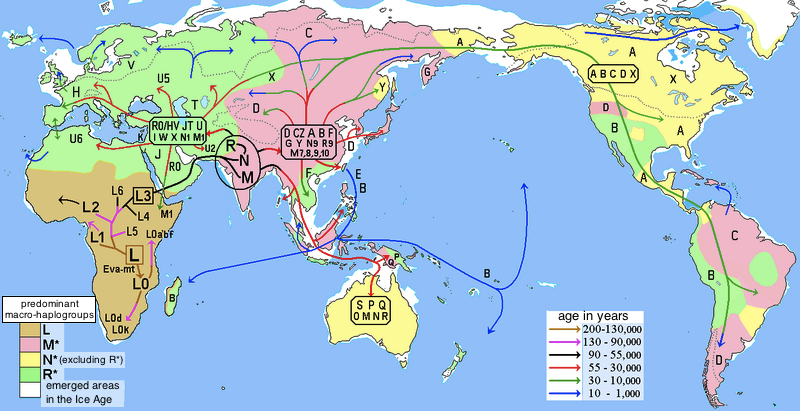
Migracions segons haplogrups mitocondrials

## Primers moviments d'homínids fora d'Àfrica
Els primers homo que van sortir del continent africà foren els homo erectus, i ho feren fa 1,85 milions d'anys, quan van arribar a l'actual Geòrgia l'Home de Geòrgia. D'allà, es van estendre cap al sud d'Àsia, arribant a Java, entre 117.000 i 108.000 anys, mentre que a Europa (preneandertals) hi varen arribar fa pocs centenars de milers d'anys. Homo erectus es considera l'antecessor dels neandertals i dels humans moderns, o dels avantpassats comuns de les dues espècies.
Homo erectus es va expandir ràpidament per tota l'Àsia meridional poc després de la seva aparició a l'Àfrica oriental gràcies al bipedalisme i la seva distintiva anatomia amb proporcions corporals modernes, un gran cervell i capacitat termoreguladora mitjançant la suor, que permetien competir per caçar grans herbívors a les sabanes en expansió de la glaciació del Quaternari.
Al voltant de 600.000 anys enrere, Homo heidelbergensis o Homo rhodesiensis, segons diferents teories, va sortir d'Àfrica i va ocupar parts d'Europa i Àsia. Aquesta migració fou provocada per un període d'escalfament climàtic, conegut com a període interglacial Günz-Mindel. Aquest període suposà un escalfament de la Terra, una recessió de les glaceres i un enduriment de la vida al continent africà. Aquesta època càlida fou seguida per una de glacial (glaciació de Mindel), que separà la població africana de les branques que havien emigrat cap a Europa. Foren aquestes branques «cosines» les que evolucionaren al continent eurasiàtic d'acord amb les seves necessitats. Les causes per les quals aquests humans no van tornar a emigrar cap a climes més càlids no són del tot clares, però es creu que la presència de grans mamífers com el mamut o el mastodont, i grans ramats de cérvols, cavalls o búfals van persuadir aquests homínids a romandre al continent eurasiàtic. Els estudis d'ADN mitocondrial suggereixen que les branques de Sapiens i Neandertals se separaren entre 321.200 i 618.000 d'anys enrere.
La fossa i Línia de Wallace resultaren un límit gairebé infranquejable cap a Australàsia, sent superades inicialment per formes modernes d'Homo erectus, de les quals va derivar Homo floresiensis descobert a l'illa de Flores, a l'est de la línia el 2004 i després per Homo sapiens fa uns 70.000 anys emprant rudimentaris rais de joncs.

## Sortida dels humans moderns d'Àfrica
Els humans arcaics que utilitzaven eines de l'acheulià poden haver viscut a tot l'Àfrica occidental durant el chibanià almenys des del 780.000 BP,
Homo erectus va ser retratat des del principi com el primer caçador-recolector amb una dieta basada en aliments tous com fruites i baies, i mamífers de mida mitjana i també algunes tortugues. Hàbil depredador de caça major, depenia de la seva habilitat per córrer, i el canvi gradual a depredador alfa pot haver portat a la seva dispersió per tot Afro-Euràsia. Les complexitats dels comportaments de les preses i el valor nutricional de la carn s'han relacionat amb el creixement del volum cerebral.
Es creu que els humans anatòmicament moderns van sorgir a l'est d'Àfrica cap al 300.000 aC La genètica de poblacions ha pogut establir que des d'aquest bressol originari els humans es van dividir en quatre grups. Dos d'ells van migrar cap a l'oest, on van conviure amb humans més primitius. Un tercer grup va desplaçar-se cap al sud i van esdevenir els avantpassats dels Khoisan (haplogrup mitocondrial humà L0) i un quart grup va instal·lar-se a terres de l'actual Etiòpia, amb restes conservades d'entre 154.000 i 160.000 anys (Homo sapiens idaltu). Alguns descendents d'aquest darrer grup probablement van emprendre sortides primerenques del continent ja sigui cap al nord fins a Llevant o a través del mar Roig fins a Aràbia, però o bé no van sobreviure o bé no se n'han trobat restes.
Les glaciacions i els cicles de canvi climàtic canviaven les rutes migratòries possibles. Fa 120.000 anys va tenir lloc el període pluvial Abbassia, que va tornar la zona del Sàhara una praderia i va permetre que els humans d'Etiòpia avancessin cap al nord amb menjar suficient. Des d'allà van creuar fins a la zona del Llevant. La fi d'aquest escalfament va provocar un avenç de la desertització a la nova llar i l'extinció d'aquell grup de pioners, com denota el salt de desenses de milers d'anys entre els fòssils de la regió (i els segons amb una altra càrrega genètica). En aquest període de transició sí apareixen fòssils de l'home de Neandertal, que hauria descendit del nord d'Europa però sense coincidir amb els Homo sapiens.

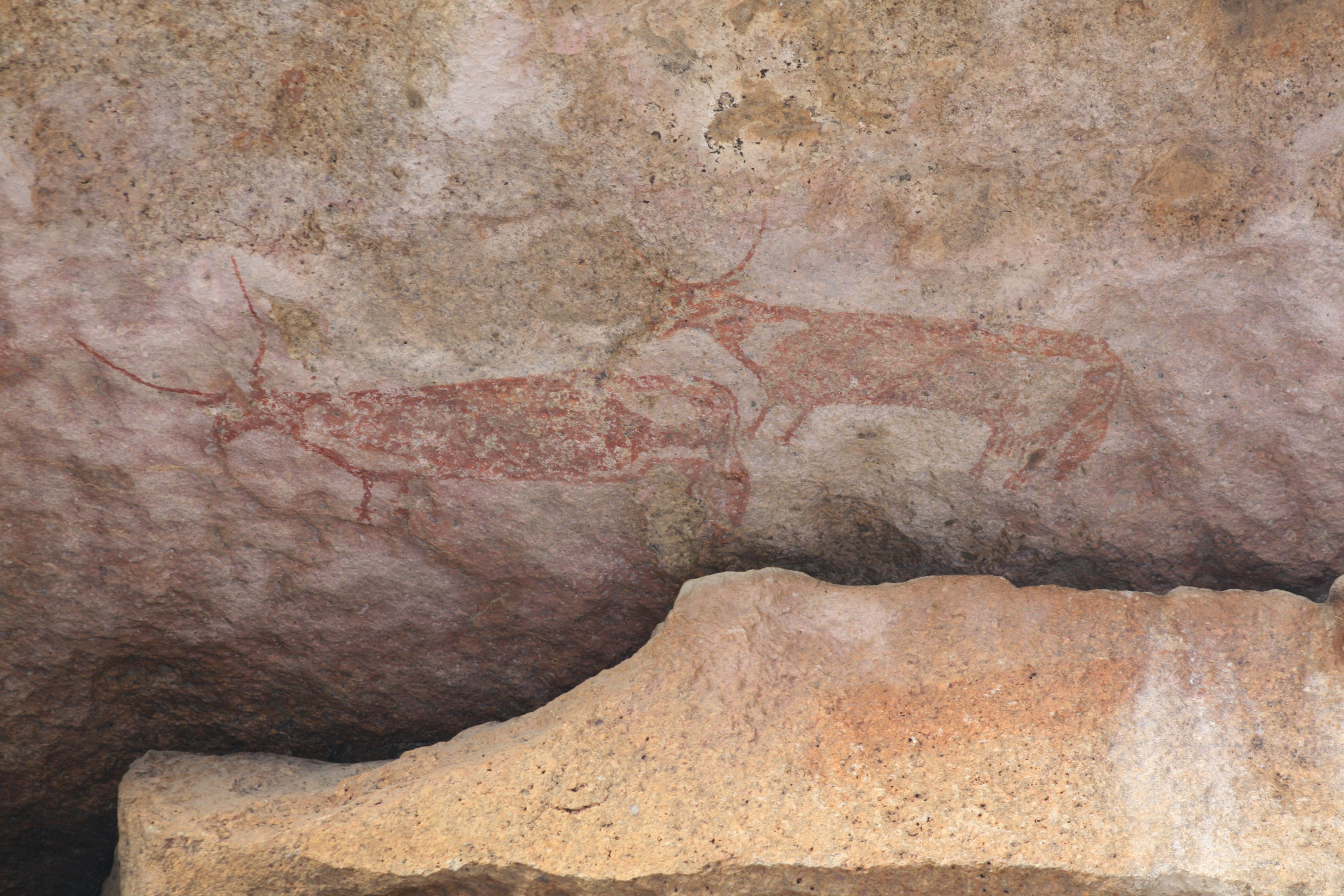
Pintura rupestre a Birnin Kudu, Jigawa

Els humans arcaics almenys en 61.000 BP, ja en l'edat de pedra mitjana podrien haver començat a migrar al sud de la sabana del Sudan occidental i, com a mínim en 25.000 BP, podrien haver començat a habitar prop de la costa de l'Àfrica occidental. El període ogolià fou molt sec des de fa 20.000 anys fins fa 12.000 anys, i cap al 15.000 aC, els assentaments dels africans occidentals de l'edat de pedra mitjana van disminuir a mesura que augmentava la humitat, l'expansió del bosc de l'Àfrica Occidental i augmentava el nombre d'assentaments de caçadors-recol·lectors neolítics,

## Segona sortida

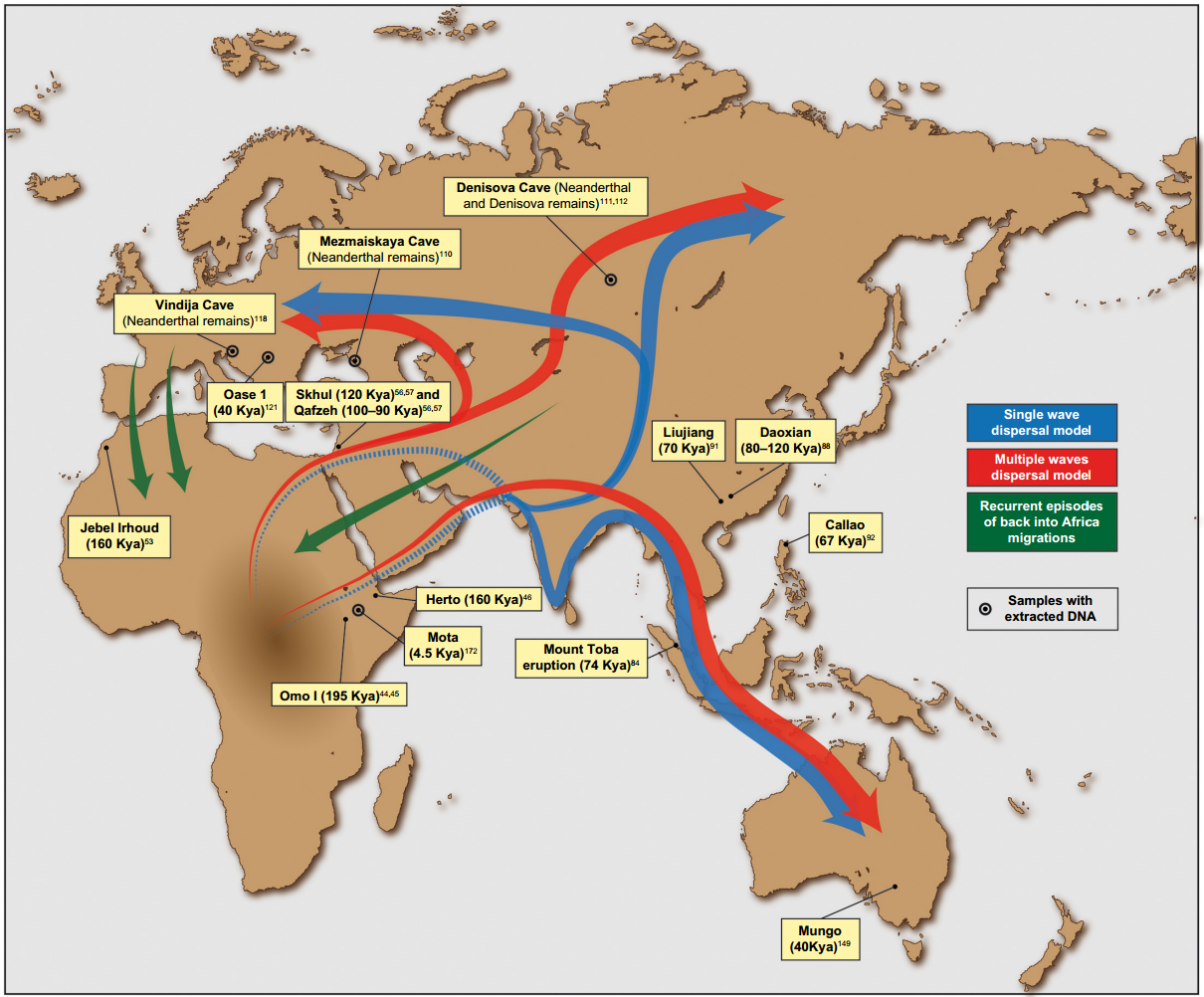
Possibles rutes migratòries dels humans prehistòrics

Possibles rutes migratòries dels humans prehistòrics durant el Paleolític superior

El mapa mostra l'extensió probable de terra i aigua en el moment de l'últim màxim glacial, fa 20.000 anys i quan el nivell del mar probablement era més de 110 m més baix que avui.

Cap al 80000 aC una nova onada d'humans va sortir del continent africà, aquest cop per la Península Aràbiga, accessible a través de Bab el-Màndeb per una nova alteració del clima. Eines trobades en coralls fossilitzats i emergits provarien aquest pas. Es tractava d'una expedició poc nombrosa, de menys de mil persones, formada per diverses comunitats emparentades i portadores de l'haplogrup mitocondrial humà L3.
Aquests humans van aprendre a treure partit dels mariscs i recursos costaners i van aconseguir arribar fins a l'Índia, Indonèsia (aleshores encara formava part del continent asiàtic) i el sud de la Xina. Diverses restes de closques de mol·luscs conviuen amb ossos i eines i demostren aquest canvi de dieta. Des del sud-est asiàtic van aconseguir poblar Austràlia cap al 50000 aC. El desert separava aquestes colònies de la resta de territoris de l'hemisferi nord.

## Toba
La teoria de la catàstrofe de Toba indica que una enorme erupció cap fa 70000 anys va afectar profundament el procés migratori. Els humans que havien romàs a Àfrica no es van veure afectats i per això mostren més varietat genètica. Les cendres del volcà, en canvi, van cobrir tot el subcontinent indi i van extingir els seus moradors. A més a més van reduir dràstricament la població de la resta d'Àsia, ara separada en dos grups. Els negrito i els malais primitius són els descendents dels qui havien viatjat més ràpidament i havien aconseguit per tant escapar del volcà. La Plataforma de Sonda va permetre que s'expandissin per Oceania gràcies al domini de la navegació. Allà van caçar la megafauna existents fins a extingir-la. Alguns subgrups en comptes d'anar cap a Oceania van prosseguir l'expansió cap a la Xina i alguns van tornar enrere cap a l'Índia quan va esvair-se la pols acumulada a l'atmosfera.

## Euràsia
Part dels dos grups separats per la catàstrofe de Toba es van barrejar a l'Índia. La resta del primer grup va començar la ruta cap a Europa a través de la futura Mesopotàmia i el Bòsfor, com demostra l'haplogrup mitocondrial humà N. El grup oceànic continuava la conquesta australiana (65000 aC).
Les primeres proves creïbles de la presència dels humans moderns a Europa són un conjunt d'artefactes trobats al sud-centre i possiblement a l'Europa de l'Est, corresponents al Paleolític mitjà i que daten de fa uns 48.000 anys, similars als conjunts fets al Llevant en una data anterior i aparentment representen un moviment de població cap als Balcans durant un interval de clima càlid. Un segon moviment de població correspon a un conjunt divers d'artefactes similars als conjunts contemporanis fets per humans moderns al Llevant, trobats als Balcans, parts del sud-oest d'Europa i probablement a l'Europa de l'Est, i que daten de diversos interstadials breus que van precedir al començament del quart event Heinrich fa uns 40.000 anys. Les restes esquelètiques humanes més antigues conegudes a Europa que es poden assignar inequívocament a l'Homo sapiens trobades a Peștera cu Oase daten de fa uns 42.000 anys però no s'associen amb artefactes. Després de l'erupció ignimbrítica de la Campània fa uns 40.000 anys, els conjunts d'artefactes assignats a la fase cultural Aurinyacià, una indústria associada a les modernes restes esquelètiques humanes desenvolupades a Europa, es van estendre per tot el continent. Els homo sapiens van haver d'adaptar-se al clima molt més fred de les latituds septentrional i van modificar els seus hàbits de caça, incorporant rens, cérvols i la megafauna local.
Sembla que s'ha de descartar la hibridació entre cromanyons i neandertals i, en tot cas, es pot parlar només d'una absorció parcial, sobretot de les dones que quedaven aïllades si els mascles de la tribu morien. i atès que els neandertals s'haurien extingit fa 43.500 anys, es redueix el marge de convivència de les dues espècies. Al final del Paleolític Superior, l'humà de Cromanyó predominava per sobre el Neandertal, que de fet s'havia extingit.

## Expansió gradual
Les comunitats que havien conquerit Anatòlia i s'hi havien quedat mentre d'altres emprenien la ruta europea es van dividir per poder atendre les demandes d'una població creixent i van migrar cap al Llevant (les restes de 45000 aC - 40000 aC que no estaven emparentades amb les de la primera sortida) i l'actual Egipte. Dues onades diferents van acabar convergint al centre d'Àsia al mateix temps que les comunitats del sud-est asiàtic s'expandien cap al nord, incloent-hi el Tibet. Aquests es van barrejar amb els neandertals més que els parents occidentals Les barreres de grans muntanyes i rius van alentir l'expansió sapiens, possiblement afavorint una major convivència amb els neandertals que poblaven les zones de pas.
Diferents columnes genètiques s'aprecien a Àsia: la xinesa provinent d'Indonèsia, la que havia partit de l'Índia reconquerida i dues que provenien de l'oest. Membres d'aquests grups van continuar la marxa cap a l'extrem nord-oriental del continent entre el 40000 ac i el 25000 aC, el mateix període on els parents europeus poblaven zones de l'oest i el nord del continent abans inexplorades. Aquests grups serien els que posteriorment pintarien les figures de la Cova de Chauvet

## Beríngia
Els grups asiàtics van creuar Beríngia en almenys dues ocasions i es van començar a expandir pel continent americà (25000 aC), són els anomenats paleoamericans, qui en un primer moment compartien els hàbits dels seus ancestres del Vell Món però que van anar modificant la seva cultura per fer front als reptes del nou territori. Igualment compartien gens (haplogrup mitocondrial humà A) que es van anar diversificant. A diferència de les migracions precedents, els grups americans es van separar més ràpidament i per això els indígenes de diferents estats presenten una història genètica força diferent, amb poc contacte amb altres comunitats. L'evidència lingüística corrobora aquesta dispersió a partir de cinc sòcols.

## Glaciacions
L'últim màxim glacial va frenar el ritme migratori. Les dures condicions, amb un refredament del clima, especialment al nord, van reduir el nombre de persones de cada grup i van afavorir una menor zona de cobertura de cadascun d'ells, ja que preferien refugiar-se en una zona i no arriscar-se a quedar-se sense recursos en terreny desconegut. Això va fer minvar els viatges i els intercanvis genètics i comercials. L'augment de superfície glaçada va tancar el pas a través de l'estret de Bering i va interrompre el contacte entre continents durant un període molt extens de temps. D'aquest període destaquen els moviments cap al sud d'Amèrica a la cerca de climes més càlids per part d'un dels grups, que va creuar Amèrica Central sense contacte amb les altres columnes migratòries. A partir del 15000 aC un nou grup va aventurar-se també cap al sud, de manera que el continent va ser poblat per dues comunitats originàries que resseguien, respectivament, la costa atlàntica i la pacífica. Només aquells pobles que van separar-se de la marxa principal van acabar trobant-se al centre del continent. Quan el gel va retrocedir, es va procedir a la reocupació nord-americana per part dels diferents grups (10000 aC).

## Darreres migracions
Quan van millorar les condicions climàtiques, les comunitats d'arreu del planeta van incrementar la seva població i la pressió demogràfica va accelerar novament les migracions. Així, es va procedir a poblar novament el nord d'Europa, van sorgir pobles a diferents punts del continent americà i van crear-se expedicions per a navegar fins a més illes d'Oceania. El canvi fonamental, tanmateix, es va produir amb la revolució neolítica que des del Creixent Fèrtil va propagar-se pel nord d'Àfrica. S'han trobat diversos punts d'invenció independent de l'agricultura, situats a tots els continents. Les següents migracions històriques seguirien des d'aquell moment un patró diferent, on es combinaven els factors ambientals i culturals.
Segons la teoria Out of Taiwan ("sortida de Taiwan"), cap al 4000 aC els habitants de la costa del sud de la Xina, cultivadors de mill i arròs, van començar a creuar l'estret per establir-se a Taiwan, estenent-se cap al 2500 aC des de Taiwan fins a les Filipines, després des de les Filipines fins a Cèlebes i Timor i des d'allà, les altres illes de l'arxipèlag indonesi. Cap al 1500 aC un altre moviment porta des de les Filipines fins a Nova Guinea i més enllà, les illes del Pacífic.